# ソーダ・ジャーク

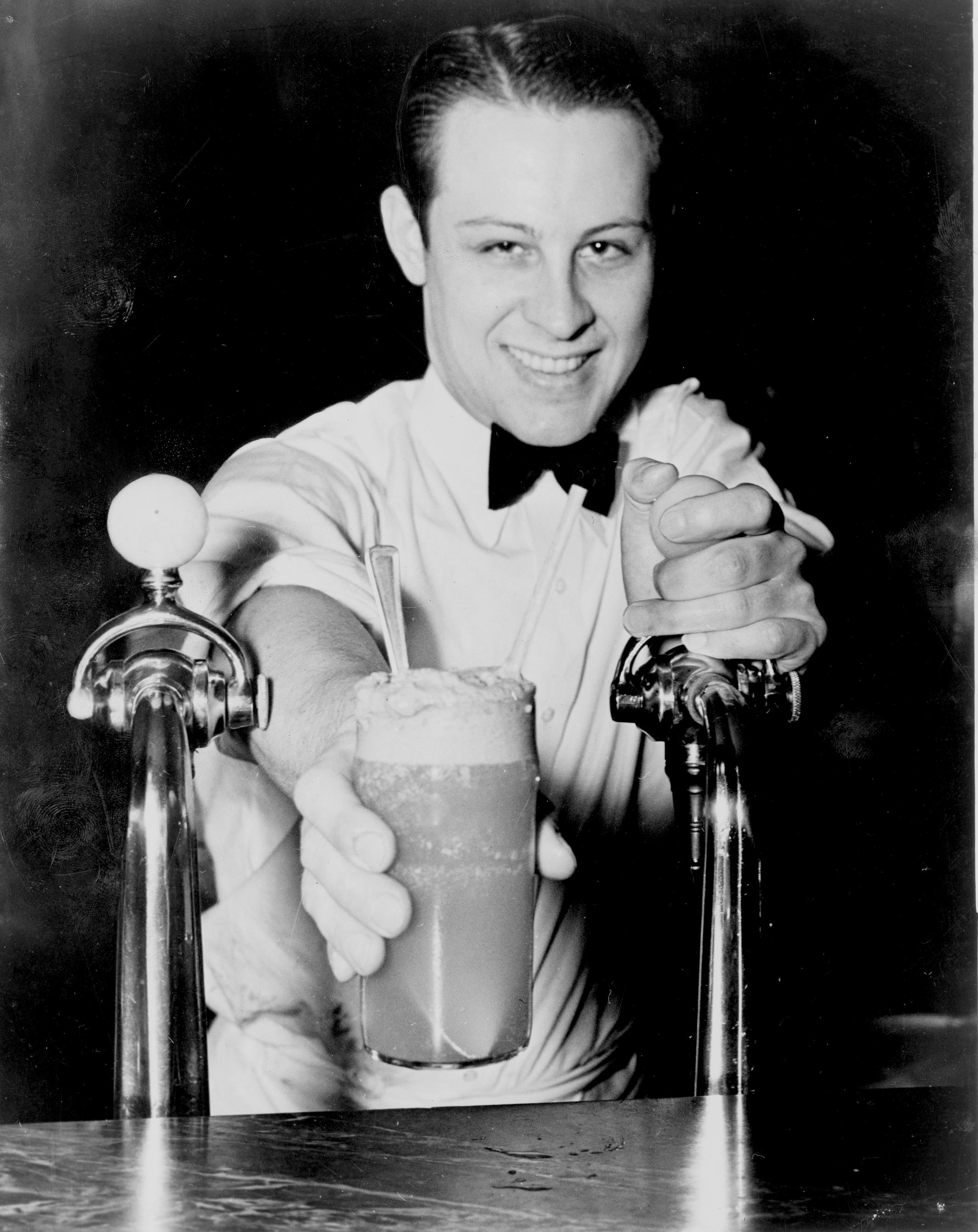
ニューヨーク市のソーダ・ジャーク（1936年）

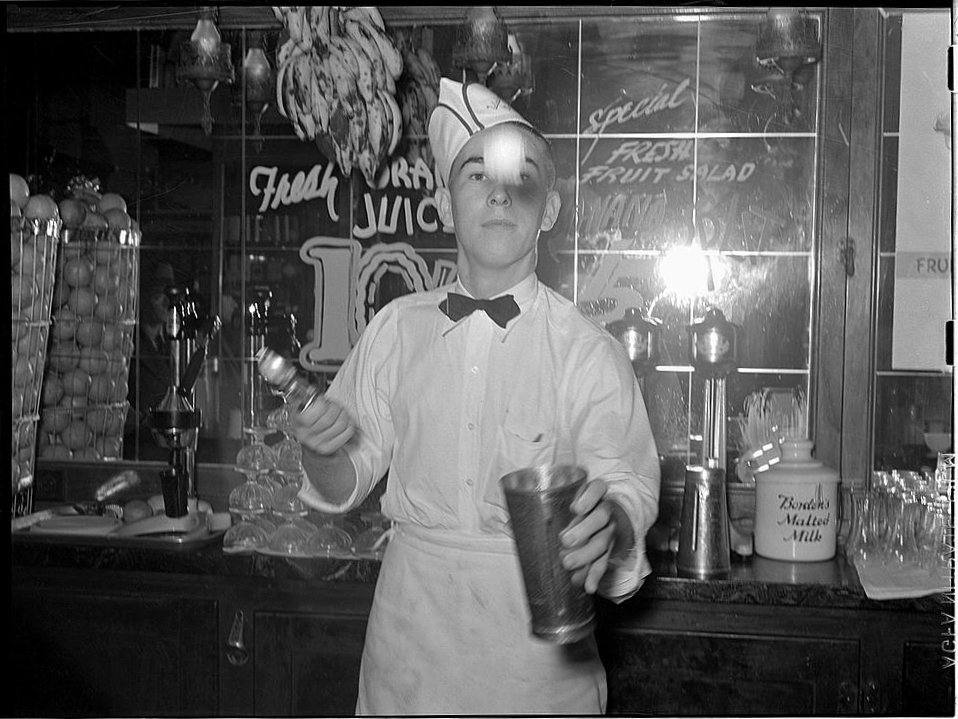
テキサス州のソーダ・ジャーク（1939年）

ソーダ・ジャーク (Soda jerk）あるいはソーダジャーカーは、ドラッグストア内のソーダ・ファウンテンにおいてソーダ水やクリームソーダを客に振る舞う従業員であり、一般的に若者が勤める。専用の背の高いグラスにフレーバー・シロップを入れて炭酸水を注ぎ、ひとすくいないしふたすくいのアイスクリームを加え、「ソーダスプーン」と呼ばれる長柄のスプーンとストローを添えて客に出すのが一般的である。
ソーダ・ジャークの名前はサーバー（給仕人）がソーダ水を注ぐ際にソーダ・ファウンテン・ハンドルを前後に振る、「jerking」（大きく揺らす）動作に由来する。
マイケル・カール・ウィッツェルはソーダ・ジャークを「完璧なエンターテイナー、イノベイターかつフリーランサーの語学者... 金ぴか時代のポップカルチャースター」と評している。
ソーダ・ファウンテンは1940年代に人気絶頂期を迎えた。アイスクリーム・パーラーの急速な普及に伴って衰退し、ドライブインや徒歩で行けるファーストフード店の台頭によってソーダ・ジャークはグリルマンやフライクックに人気を奪われることになった。